# Tesaurus dels Tebans
El Tesaurus dels Tebans (en grec: Θησαυρός των Θηβαίων) de Delfos fou construït en ordre dòric i fet enterament de pedra calcària local de les pedreres de Sant Elies, a prop de la ciutat de Chrissós. Era uns metres més a baix de la primera corba de la Via Sagrada, la ruta processional cap al Temple d'Apol·lo. Havia estat dedicat pels tebans per la seua victòria contra els lacedemonis a Leuctra (371 abans de la nostra era).

## Descripció
Poc després de la seua victòria contra els lacedemonis en la batalla de Leuctra al 371 abans de la nostra era, fita de la breu supremacia tebana en la vida política de Grècia, els tebans dedicaren al Temple d'Apol·lo un tesaurus construït en ordre dòric.
Era el major tesaurus en dimensions de Delfos, situat a prop de la cantonada sud-oest del temple. De planta rectangular, feia 12,29 per 7,21 m i s'alçava sobre una crepidoma amb dos nivells. Es va construir amb pedra calcària de les pedreres de Sant Elies, una pedra dura de tons gris blavosos, que accentua l'estil auster de l'edifici dòric. Així, el Tesaurus dels Tebans contrastava amb el proper Tesaurus dels Sifnis, d'estil jònic, colorista i decoratiu. Un fris amb mètopes i tríglifs recorria tot l'edifici.
S'han expressat diferents opinions sobre la seua forma arquitectònica real. Les vistes actuals suggereixen que es tractava d'un edifici uniforme, sense columnes, segurament amb dues entrades als costats estrets i amb una paret vertical que funcionava com a peanya. Una obertura al llarg del mur de l'oest donava il·luminació natural a l'edifici.